# Constance Picaud
Constance Lara Colline Picaud (* 5. Juli 1998 in Challans) ist eine französische Fußballtorhüterin.

## Karriere

### Klub
In ihrer Jugend war sie von 2007 bis 2012 bei US Marais Beauvoir S/Mer, danach war sie bis 2013 bei La Garnache und danach bei La Roche-sur-Yon, wo sie ab 2016 auch Teil der ersten Mannschaft wurde. Nach drei Jahren hier ging es für sie ab 2019 dann bei Le Havre weiter. Im Juli 2021 unterschrieb sie bei Paris Saint-Germain dann einen Dreijahresvertrag bis Juni 2024.

### Nationalmannschaft
Für die französische U17 bestritt sie im Jahr 2015 zwei Spiele.
Ihre erste Nominierung für die A-Nationalmannschaft erhielt sie dann im Februar 2021. Bis zu ihrem ersten Einsatz zwischen den Pfosten im Nationaltrikot sollte es aber noch ein wenig dauern. Diesen erhielt sie dann beim Tournoi de France, bei einem 5:1-Sieg über Uruguay, ihr erstes Spiel. Danach hütete sie auch noch einmal bei dem 2:1-Freundschaftsspiel am 4. April des Jahres den Kasten.
Am 4. Juli 2023 wurde sie für den finalen Kader bei der WM 2023 nominiert, kam jedoch nicht zum Einsatz und schied mit der Mannschaft im Viertelfinale nach Elfmeterschießen gegen die Australierinnen aus.